# Cuervo demoledor
Se llama cuervo demoledor a una máquina de guerra formada por una gruesa viga suspendida en el centro de un madero introducido fuertemente en tierra. 
En uno de sus extremos tenía una gruesa horquilla de hierro en forma de media luna y en el otro, había maromas para balancearla y darle impulso. Se utilizaba contra los muros de una plaza defendida con el fin de arrancar las almenas y ensanchar las brechas lo que se conseguía cuando la horquilla hacía presa en las piedras. 